# Apple Vision Pro
Apple Vision Pro је хедсет за виртуелну реалност који је издао Apple Inc. Најављен је 5. јуна 2023. на Епловом Worldwide Developers Conference, а претпродаје су почеле 19. јануара 2024. Постао је доступан за куповину 2. фебруара 2024. у САД. Представљање широм света тек треба да буде заказано. Vision Pro је прва нова велика категорија Еплових производа од 2015. када је представљен Apple Watch.
Епл продаје Vision Pro као „просторни рачунар” где су дигитални медији интегрисани са стварним светом, а физички улази — као што су покрети, праћење очију и препознавање говора — могу да се користе за интеракцију са системом. Епл не рекламира уређај као хедсет за виртуелну стварност и избегава употребу термина „виртуелна реалност” и „проширена реалност” када се говори о самом производу у презентацијама и маркетингу.
Уређај покреће visionOS, оперативни систем мешовите реалности који је изведен из iOS оквира користећи 3D кориснички интерфејс. Подржава мултитаскинг преко прозора који изгледају као да лебде у околини корисника, што се види помоћу камера уграђених у уређај. ОС подржава аватаре (званично назване „Персонас”), који се генеришу скенирањем лица корисника.